# Houtman Abrolhos
De Houtman Abrolhos, informeel vaak de Abrolhos-eilanden genoemd, is een reeks van 122 eilanden in de Indische Oceaan aan de westkust van Australië. De eilanden, bestaande uit koraalriffen, liggen ongeveer 80 kilometer ten westen van Geraldton (Australië). De eilandengroep is door het Geelvinkkanaal gescheiden van het vasteland.

## Beschrijving
De omgeving van de eilanden is bekend vanwege het groot aantal scheepswrakken, waaronder de Nederlandse schepen de Batavia, dat schipbreuk leed in 1629, en de Zeewijk (in 1727). Men denkt dat ook de Aagtekerke hier in 1726 vergaan is. De eilanden zijn vernoemd naar de VOC-handelaar Frederik de Houtman, die ze in 1619 ontdekte. Naar het schip Zeewijk dat hier verongelukte worden ze in oudere bronnen soms ook wel aangeduid als Zeewijks Droogte. Antonio van Diemen noemt de eilandengroep in een brief van 16 februari 1636 Houtmans Droogte, naast Houtman Abrolhos. Johan de la Court deed hetzelfde in 1662. In 1696 verkende Willem de Vlamingh de kust en voer achter de eilanden langs.
De eilandengroep omvat het meest zuidelijk in de Indische Oceaan gelegen echte koraalrif en vormt een van de belangrijkste broedplaatsen voor de zeevogelpopulatie van West-Australië en was ooit bekend vanwege de winning van guano. Het is in West-Australië tevens het centrum van de zeekreeftvisserij. De eilanden worden bewoond door vissers en bezocht door toeristen, hoewel een groot deel ter bescherming is afgesloten.

### Ligging

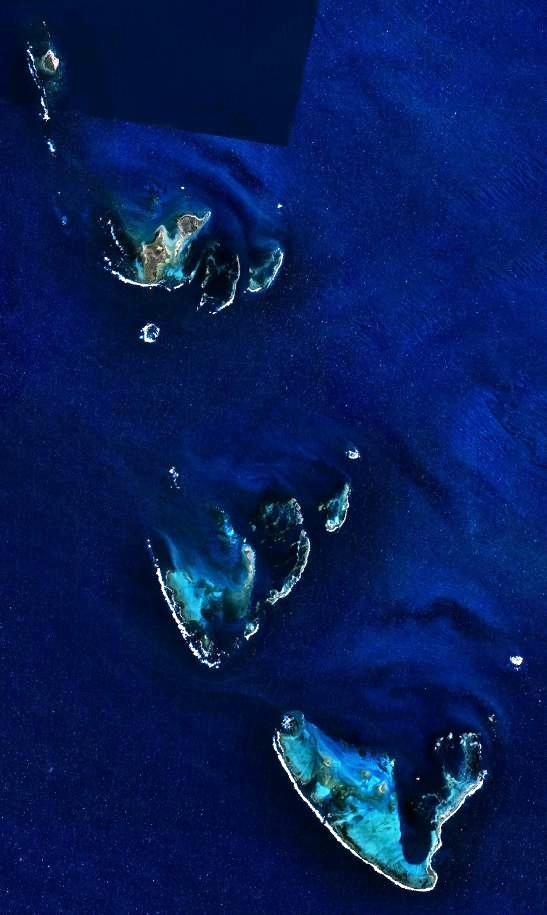
De drie eilandgroepen, van boven naar beneden Wallabi-, Eastern- en Pelsaert-groep

De Houtman Abrolhos bestaan uit drie eilandgroepen: de Wallabi-groep, de Easter-groep en de Pelsaert-groep.
- De meest noordelijke groep, de Wallabi-groep, bestaat uit een eilandcluster van ongeveer 17 bij 10 kilometer, waaronder het meest buitengelegen North Island, omstreeks 14 kilometer naar het noordwesten gelegen. De belangrijkste eilanden van de Wallabi-groep zijn North Island, West Wallabi Island, East Wallabi Island en Beacon Island.[4] Deze groep is het meest bekend doordat de Batavia hier op het Morning Reef nabij Beacon Island strandde in 1629 en door de daarop gevolgde slachting van de overlevenden.[5]
- De Easter-groep ligt ten zuidoosten van de Wallabi-groep, waarvan het is gescheiden door een 9 kilometers breed kanaal, het Middle Channel. Het is ongeveer 20 bij 12 kilometer en bestaat uit een aantal eilanden, waaronder Rat Island, Wooded Island, Morley Island, Suomi Island en Alexander Island.
- Verder naar het zuidoosten, tegenover het Zeewijkkanaal, genoemd naar de Zeewijk ligt de Pelsaert-groep, het meest zuidelijk gelegen echte koraalrif in de Indische Oceaan. De belangrijkste eilanden van deze groep zijn Middle Island, Square Island, Long Island, Pelsaert Island, Basile Island en de Mangrove Groep. Een groot aantal schepen is op de Pelsaert-groep op de klippen gelopen, waarvan de belangrijkste de Zeewijk was, op het Half Moon-rif in 1727. De overlevenden verbleven hierna nog een tijd op Gun Island.[6] Andere schepen die hier vergaan zijn, waren de Ocean Queen (op Half Moon-rif in 1842), de Ben Ledi, op Pelsaert Island in 1879 en de Winsor, op Half Moon in 1908.[7]

### Ontdekking

#### Ontdekking door De Houtman
Houtman Abrolhos kwam voor het eerst, onder de naam Arenes, voor op een kaart van Pierre Desceliers uit 1550. Volgens nagelaten geschriften werd Houtman Abrolhos echter voor het eerst opgemerkt door de VOC-schepen Dordrecht en de Amsterdam in 1619, slechts drie jaar nadat Dirck Hartog, varend op de Mauritius, voor het eerst wat nu West-Australië is ontdekte en maar dertien jaar nadat de eerste officiële reis naar Australië werd ondernomen, namelijk die van de Duyfken, toen ook onder commando van Hartog, in 1606. De ontdekking van de eilanden in 1619 werd toegeschreven aan Frederik de Houtman, de kapitein van de Dordrecht; Houtman schreef later over deze ontdekking in een brief aan de directeur van de VOC: Op de 29ste bevonden wij ons in open zee en wijzigden wij onze koers naar het noordoosten. In de middag waren wij op 29° 32' zuiderbreedte; 's nachts, omstreeks drie uur, voordat de dag aanbrak, zagen wij plotseling een laagliggende kust met daaromheen riffen.Wij zagen geen hoogvlakte of vasteland, dus deze zandbank kan beter vermeden worden omdat hij erg gevaarlijk lijkt voor hen die de kust willen bereiken. Het is tien mijlen in lengte, ligt op 29° 32' zuiderbreedte.

#### Ontdekking door anderen
Er wordt ook wel gedacht, mede op basis van de naam, dat niet De Houtman en andere Nederlanders maar de Portugezen de eilanden voor het eerst in de zestiende eeuw in kaart brachten. Kenneth McIntyre stelde dat De Houtman in het bezit was van Portugese kaarten van de westkust van Australië en dat hij de eilanden "Abrolhos" noemde omdat dat in overeenstemming was met de naam op de kaart. Eerder was het in kaart brengen van de eilanden al toegeschreven aan de Portugese ontdekkingsreiziger Jorge de Menezes, maar er wordt tegenwoordig aan getwijfeld of hij Australië ooit heeft bezocht.

#### De naam Abrolhos
Het woord Abrolhos is van Portugese oorsprong, wat de eilanden tot een van de twee Australische plaatsen maakt die een Portugese naam heeft; de andere plaats is Pedra Branca in Tasmanië. Men dacht dat het woord waarschijnlijk was afgeleid van de Portugese uitdrukking abre os olhos (open de ogen) of abri vossos olhos (houd je ogen open), maar dit bleek niet juist te zijn. In de Portugese taal van die tijd betekende abrolhos puntige obstakels, en was niet alleen een woord voor riffen op zee maar werd ook als Portugees woord voor voetangel en Friese ruiters gebruikt. Voor Spaanse oren klinkt het woord wel als abre ojos, waardoor deze betekenis later werd toegevoegd; deze valse etymologie werd later geleend door Engelse, Nederlandse en Franse schrijvers.
De Houtman Abrolhos werden voor het eerst op een kaart uit 1622 getekend, op een niet erg bekend portolaan, gemaakt door Hessel Gerritsz; ze staan echter slechts aangegeven als een groep kleine cirkels. De eilanden worden voor het eerst op een gedrukte kaart aangegeven in de kaart van Gerritsz' van 1627, de Caert van't Landt van d'Eendracht, met daarbij aangetekend: Fr. Houtman's abrolhos. Op een kaart die hij het jaar daarop maakte worden zij Houtmans's Abrolhos genoemd. Britse admiraliteitskaarten noemen de eilanden Houtman's Rocks.

## Afbeeldingen

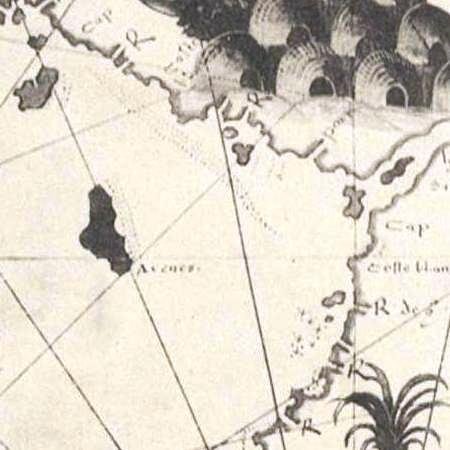
Detail van Pierre Desceliers' kaart uit 1550 met de noordwestkust van Australië, met een eiland, Arenes, op de plaats van de Houtman Abrolhos
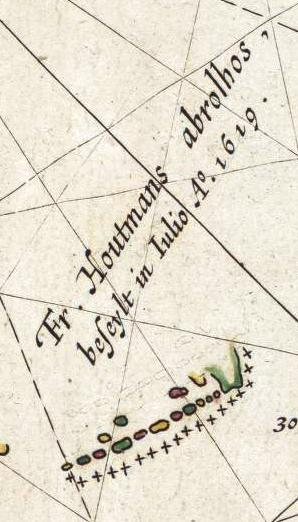
Detail van de Caert van't Landt van d'Eendracht (1627) waar de naam van de Houtman Abrolhos voor de eerste keer vermeld wordt
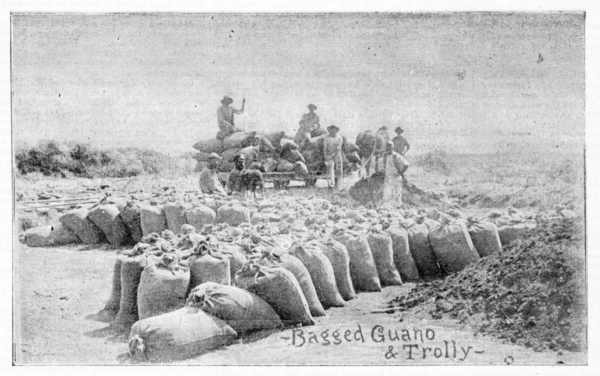
Guano op Houtman Abrolhos
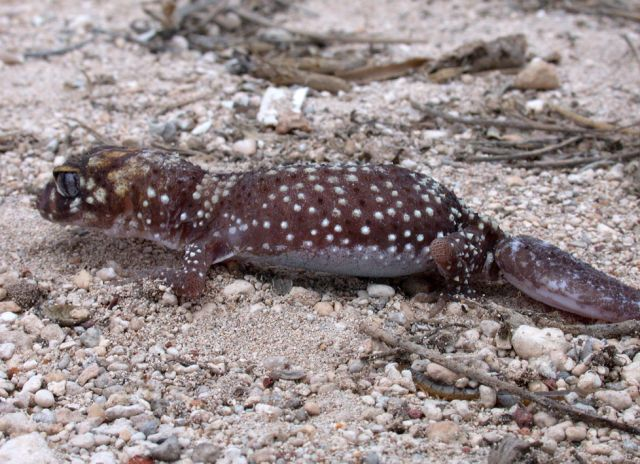
Underwoodisaurus milii, een gekko, die er voorkomt
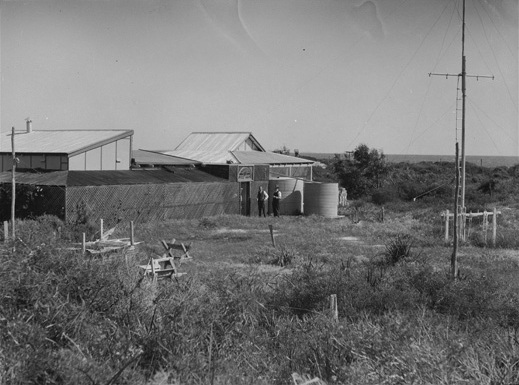
Marine-nederzetting op een der eilanden